# سکندرپوره
سکندرپوره (به انگلیسی: Sikandar Pura) یک روستا در پاکستان است که در ناحیه قصور واقع شده‌است. سکندرپوره ۱۸۰ متر بالاتر از سطح دریا واقع شده‌است.